# Жебровський Вацлав Юліанович
Вацлав Юліанович Жебровський (нар. 1895, Вільямпольська слобода біля міста Ковно, тепер місто Каунас, Литва — розстріляний 26 листопада 1937, Москва) — радянський діяч, журналіст, відповідальний редактор «Учительской газеты» і газети «За коммунистическое просвещение», 3-й секретар ЦК КП(б) Білорусі. Кандидат у члени ЦК КП(б)У в червні 1930 — січні 1932 р. Член Бюро ЦК КП(б) Білорусі в березні 1932 — 1934 р.

## Біографія
Народився в польській родині.
Член РСДРП(б) з червня 1917 року.
У серпні — грудні 1918 року — перебував у в'язниці за революційну діяльність. З грудня 1918 року — член Ковенського підпільного комітету РКП(б), інструктор-організатор Ковенського комітету РКП(б), завідувач інструкторського відділу Народного комісаріату внутрішніх справ РСР Литви і Білорусі. 1920 року був знову заарештований литовською владою, але незабаром звільнений.
У липні — серпні 1920 року — член Президії Центрального бюро професійних спілок Литви. З серпня 1920 року — в Червоній армії, служив начальником партійної просвіти політичного відділу 3-ї армії. 1921 року — голова Польського бюро Вітебського губернського комітету РКП(б).
З 1924 року — на партійній роботі в Києві. Працював заступником завідувача організаційно-розподільного відділу Київського окружного комітету КП(б)У.
Потім був завідувачем агітаційно-пропагандистського відділу Червонозаводського районного комітету КП(б)У міста Харкова.
У 1930 році (до серпня) — відповідальний секретар Конотопського окружного комітету КП(б)У.
У 1930 році — інструктор ЦК ВКП(б). У 1930—1932 роках — слухач Комуністичного університету імені Свердлова у Москві.
У січні — лютому 1932 року — заступник завідувача відділу агітації і масових кампаній ЦК ВКП(б).
28 березня 1932 — 16 січня 1934 року — 3-й секретар ЦК КП(б) Білорусі.
З травня 1934 року — відповідальний редактор «Учительской газеты» у місті Москві. До липня 1937 року — відповідальний редактор газети «За коммунистическое просвещение».
9 липня 1937 року заарештований органами НКВС. Розстріляний 26 листопада 1937 року і похований на Донському кладовищі Москви. Посмертно реабілітований 28 квітня 1956 року.